# Юрлагино
Юрлагино — деревня в Знаменском районе Омской области. Входит в состав Бутаковского сельского поселения.

## История
Основана в 1790-х годах. В 1928 году состояла из 59 хозяйства, основное население — русские. В административном отношении деревня находилась в составе Петровского сельсовета Знаменского района Тарского округа Сибирского края.

## Население
| 1926 | 2002 | 2010 |
| ---- | ---- | ---- |
| 313  | ↘17  | ↘8   |

## Улицы
- ул. Набережная,
- пер. Набережный,
- ул. Центральная.